# Joseph Rosenstock

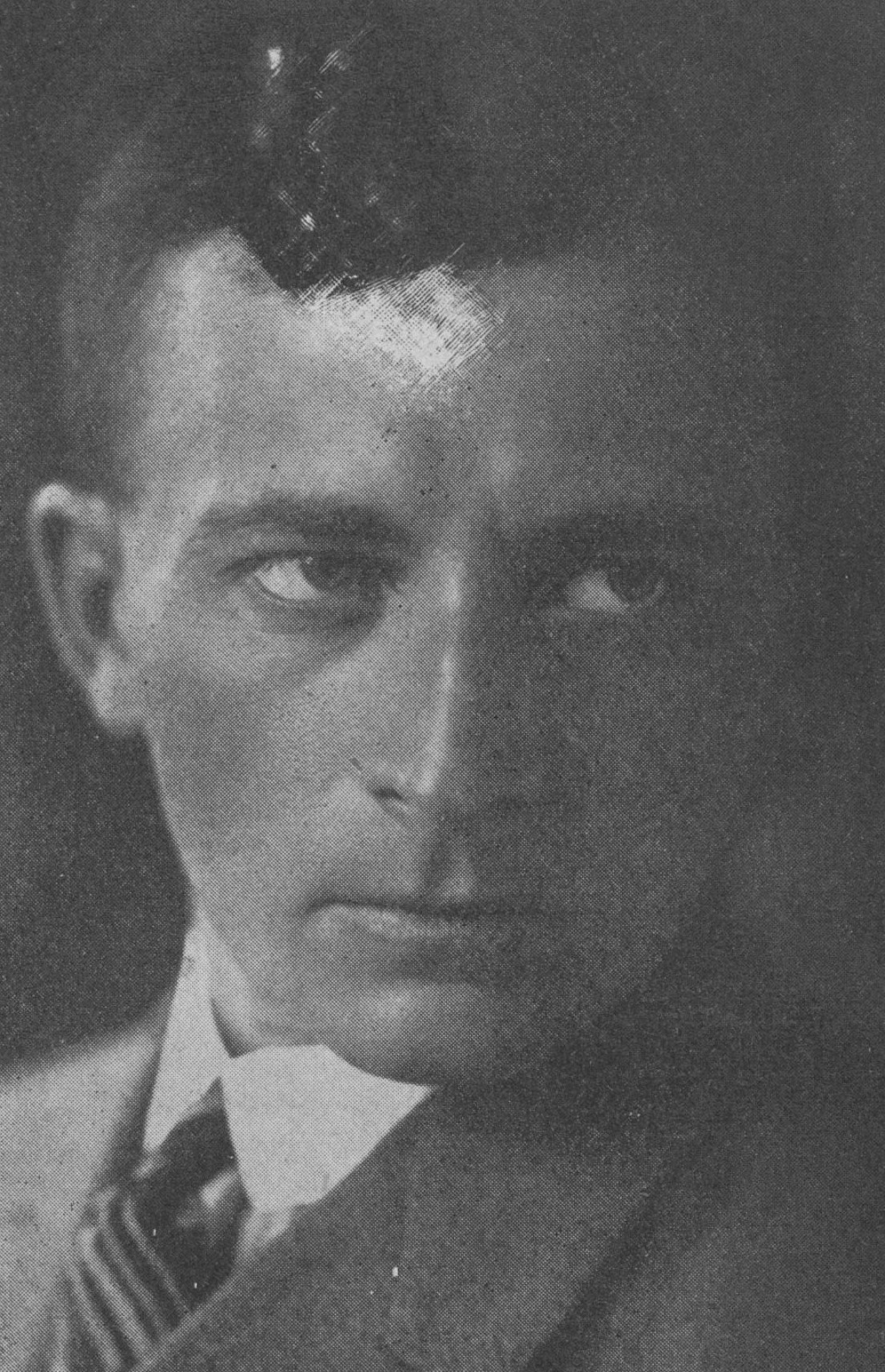
Joseph Rosenstock, um 1925

Joseph Rosenstock (auch: Josef Rosenstock; geboren 27. Januar 1895 in Krakau, Österreich-Ungarn; gestorben 17. Oktober 1985 in New York) war ein Dirigent und Komponist, er war Generalmusikdirektor u. a. in Darmstadt, Wiesbaden, New York und Mannheim.

## Leben
Joseph Rosenstock war ein Sohn des Bernhard Rosenstock und der Sabine Gelbert. Er galt in Wien als Wunderkind und studierte von 1912 bis 1919 unter Franz Schreker an der kaiserlich-königlichen Akademie für Musik und darstellende Kunst in Wien, wo er auch bis 1920 stellvertretender Leiter des Philharmonischen Chors war. Es folgte eine Lehrstelle für Komposition an der Berliner Musikakademie und Assistenz für Fritz Busch in Stuttgart. Von 1922 an arbeitete er am Landestheater Darmstadt, zunächst als Kapellmeister unter Michael Balling. In dieser Position leitete er am 12. April 1923 die deutsche Erstaufführung von Karol Szymanowskis Oper Hagith. Zwei Jahre später, 1925, wurde er zum Generalmusikdirektor ernannt. In gleicher Position wechselte er 1927 ans Preußische Staatstheater in Wiesbaden, bevor er 1928 von der Metropolitan Opera in New York als Ersatz für Artur Bodanzky verpflichtet wurde. Allerdings bekam er dermaßen schlechte Kritik, dass er sehr bald kündigte. Er ging nach Deutschland zurück, diesmal nach Mannheim, wo er von 1930 bis 33 Generalmusikdirektor war. Seit seiner rassistisch motivierten Entlassung 1933 wirkte er als musikalischer Direktor im Kulturbund deutscher Juden in Berlin.
Im Jahr 1936 emigrierte er nach Japan, wo er den Standard des NHK Symphony Orchestra wesentlich zu heben vermochte. Dort brachte er außerdem Roh Ogura bei, Beethovens Symphonien zu dirigieren. Ein weiterer Schüler war Abe Kōmei. Außerdem geht auf ihn die Einführung des Dirigentenstabs in Japan zurück. Die wegen ihres Katholizismus nach Japan emigrierte Cembalistin Eta Harich-Schneider schildert in ihrer Autobiographie, wie Rosenstock zusammen mit Leonid Kreutzer gegenüber jedem deutschen Musikerkollegen hasserfüllt auftrat.
Von 1948 bis 1956 kehrte er schließlich nach New York zurück und debütierte bei der New York City Opera (NYCO) mit Le nozze di Figaro. Ab 1952 war Rosenstock für vier Jahre der Direktor der NYCO.
Rosenstock war in erster Ehe mit der Kammersängerin Gertrud Bender verheiratet, in zweiter mit der Opernsängerin Hertha Glaz und in dritter mit der Sängerin Marilou Harrington.